# Desire (Geri Halliwell)
Desire è il secondo e ultimo singolo estratto dal terzo album della cantante pop britannica Geri Halliwell, Passion.
Pubblicato il 30 maggio 2005 dall'etichetta discografica Innocent, ha accompagnato l'uscita dell'album d'estrazione e ha raggiunto la posizione numero 22 della classifica britannica dei singoli. Si tratta dell'unico singolo della cantante (compresi quelli pubblicati con il gruppo musicale Spice Girls del quale faceva parte) a non essere entrato tra le prime dieci posizioni di quella classifica.
A causa dello scarso risultato di questo singolo e dell'album dal quale è stato estratto, la cantante ha abbandonato la promozione dello stesso. Il singolo ha venduto 12 895 copie in Regno Unito e il video musicale del brano è stato diretto da Andy Morahan.

## Tracce e formati
- UK CD1 single

1. "Desire" - 3:21
2. "Lift Me Up" [K-Klass Phazerphunk Edit] - 4:10

- UK CD2 single

1. "Desire" - 3:21
2. "Desire" Bimbo Jones Remix] - 6:30
3. "Desire" [Shanghai Surprize Remix] - 7:10

- UK DVD single

1. "Desire" [Uncut Video] - 3:25
2. "Ride It" [Music Video] - 4:01
3. "Behind The Scenes Footage From The "Desire" Music Video - 2:00
4. True Love Never Dies [Audio & Photo Gallery] - 3:36

- European 2-Track CD single

1. "Desire" - 3:21
2. "Lift Me Up" [K-Klass Phazerphunk Edit] - 4:10

- European/Australian CD Maxi

1. "Desire" - 3:21
2. "Desire" [Bimbo Jones Remix] - 6:30
3. "Desire" [Shanghai Surprize Remix] - 7:10
4. "Lift Me Up" [K-Klass Phazerphunk Edit] - 4:10

- German CD single

1. "Desire" - 3:21
2. "Lift Me Up" [K-Klass Phazerphunk Edit] - 4:10

in Germany this was the only version available

## Classifiche
| Classifica (2005) | Posizioni raggiunte |
| ----------------- | ------------------- |
| Belgio (Fiandre)  | 9                   |
| Italia            | 18                  |
| Regno Unito       | 22                  |